# Adi Mehremić
Adi Mehremić (* 26. April 1992 in Sarajevo) ist ein bosnischer Fußballspieler.

## Karriere
Mehremić begann seine Karriere beim FK Radnik Hadžići. 2011 wechselte er zum Erstligisten FK Velež Mostar. Sein Debüt in der Premijer Liga gab er am 13. Spieltag der Saison 2011/12 gegen den FK Borac Banja Luka, als er in der 87. Minute für Slobodan Lakićević eingewechselt wurde.
Im Februar 2013 wechselte er zum Ligakonkurrenten FK Olimpic Sarajevo. Nachdem er für Olimpic nur drei Ligapartien absolviert hatte, wechselte er zur Saison 2013/14 in die Slowakei zum MFK Ružomberok. Im Winter 2013/14 schloss er sich dem lettischen Erstligisten FK Spartaks Jūrmala an. Im Januar 2015 wechselte er nach Tschechien zum Zweitligisten MFK Frýdek-Místek. Nach 20 Spielen, in denen er vier Treffer erzielen konnte, kam er im Januar 2016 zurück in die Slowakei zum FK Senica.
Zur Saison 2016/17 schloss er sich dem Ligakonkurrenten TJ Spartak Myjava an. Im Januar 2017 wechselte er zum österreichischen Bundesligisten SKN St. Pölten, bei dem er einen bis Juni 2019 gültigen Vertrag erhielt. In der Winterpause der Saison 2017/18 wurde sein Vertrag aufgelöst. Daraufhin wechselte er im Januar 2018 zurück nach Bosnien zum FK Željezničar Sarajevo, bei dem er einen bis Juni 2019 laufenden Vertrag erhielt.
Im Juli 2018 wechselte er in die Ukraine zu Karpaty Lwiw. Ein Jahr später ging dann nach Portugal in die Primeira Liga zu Desportivo Aves. Sein Debüt dort gab er am 11. August 2019 gegen Boavista Porto (1:2). Wiederum zwölf Monate später schloss er sich Erstligist Wisła Krakau in Polen an. Nachdem er von dort im Frühjahr 2022 zunächst an den israelischen Erstligisten Maccabi Petach Tikwa ausgeliehen war, verließ er den Verein im Sommer 2022 und schloss sich dem türkischen Erstligisten İstanbulspor an. Ab 2023 spielte er in Aserbaidschan.